# Linus Jönsson
Linus Jönsson, född 31 oktober 2005, är en svensk friidrottare med specialisering på stavhopp. Han tävlar för Örgryte IS.

## Karriär
Linus Jönsson har tagit flera SM-guld i stavhopp på ungdomsnivån. 2023 tog han sin första SM-medalj på seniornivå då han slutade trea i stavhoppet. Året efter tog han guld i samma gren. 2025 vann han inomhus-SM.